# Henry Lhotellier
Henry Lhotellier, né le 13 décembre 1908 à Calais et mort le 17 mai 1993 à Lille est un maître verrier et peintre français.

## Biographie
Originaire du Boulonnais, il reçoit une formation juridique tout en suivant des cours d'arts plastiques et d'histoire de l'art à Lille. C'est dans cette ville qu'il rencontre des artistes comme Félix Del Marle et des membres du Groupe Vouloir dont Marcel Lempereur-Haut. Il marque un très net intérêt pour l'abstraction et les mouvements De Stijl et le Bauhaus. En contact avec des artistes belges, dont des artistes de l'École de Laethem-Saint-Martin, il se consacre également à la photographie. Il commence une activité de verrier dès 1935. Après la seconde guerre mondiale, il s'engage en faveur de l'art abstrait. Il participe entre 1947 et 1956 au Salon des Réalités Nouvelles. Il défend l'introduction de l'art abstrait dans l'architecture et à partir des années 1950 se consacre pleinement au vitrail. De nombreux édifices de l'est et du nord de la France, particulièrement dans le Boulonnais, sont ornés de ses vitraux. À partir des années 1970, il s'adonne également aux collages et papiers déchirés.
Il était un ami très proche de Alfred Georges Regner : un prix de gravure, le prix Regner-Lhotellier, a été créé en l'honneur des deux artistes.

## Collections
- Fonds national d'art contemporain
- musée des beaux-arts de Calais
- Palais des beaux-arts de Lille